# 伐增一
伐增一（獵戶座45），又名BD-04 1188，HD 37077、SAO 132336、HR 1901，是獵戶座的一颗恒星，视星等为5.26，位于銀經208.55，銀緯-19.06，其B1900.0坐标为赤經5h 30m 43.5s，赤緯-4° -19.06′ 17″。